# Новоаврамівська волость
Новоаврамівська волость — адміністративно-територіальна одиниця Хорольського повіту Полтавської губернії з центром у селі Новоаврамівка.
Старшинами волості були:
- 1900 року козак Олексій Григорович Наріжний[1];
- 1904 року козак Наум Тарасович Хімич[2];
- 1913 року Гаврило Степанович Яковенко[3];
- 1915 року козак Олександр Андрійович Васецький[4].